# Chlorichaeta villiersi
Chlorichaeta villiersi är en tvåvingeart som beskrevs av Canzoneri och Giuseppe Giovanni Antonio Meneghini 1969. Chlorichaeta villiersi ingår i släktet Chlorichaeta och familjen vattenflugor. Inga underarter finns listade i Catalogue of Life.